# Chacona en fa menor
La chacona en fa menor ( PWC 43, T. 206, PC 149, POP 16) es una chacona de órgano del compositor alemán Johann Pachelbel . Una de las seis chaconas sobrevivientes del compositor, es una de sus obras para órgano más conocidas y una de las mejores chaconas compuestas.
Como la mayoría de las otras chaconas de Pachelbel (con la excepción de Chacona en Re mayor, PWC 40, T. 203, PC 145, POP 13), la chacona en fa menor sobrevive en una sola copia. El manuscrito se encuentra actualmente en posesión de la Biblioteca Real de Bélgica en Bruselas (número de catálogo MS II.3911) y contiene siete grupos de piezas, cada una con una chacona. Una de ellas es la Chacona en Fa menor, atribuida por el escriba a Pachelbel. Otra chacona de la misma fuente, en la mayor, también se atribuye a Pachelbel, pero la pieza aún no ha sido examinada por los expertos (está incluida como de dudosa autoría en el catálogo de Perreault, PWC 44). También hay cuatro chaconas anónimas, posiblemente compuestas por un alumno de Pachelbel.
No se conoce información sobre la fecha de composición. Dado que la pieza es más sofisticada que la mayoría de las otras chaconas, puede representar una etapa tardía del desarrollo del estilo chacona de Pachelbel.
La chacona comprende un tema y 22 variaciones, la última de las cuales es una repetición casi exacta del tema. El patrón de bajo ostinato no se mantiene intacto en todas las variaciones, y desaparece en algunas, anticipando pasajes similares en la famosa Passacaglia y fuga en do menor de Johann Sebastian Bach, BWV 582. La técnica de variación de Pachelbel sirve para "diseccionar" las armonías, en lugar de variar el "tema", que es típico de sus chaconas maduras, incluida la Chacona en Re menor y la Chacona en fa mayor . Existen varios arreglos para orquesta de cuerdas. La Chacona en fa menor ha sido descrita como una de las mejores obras de Pachelbel.